# Joe Henderson
Joe Henderson (* 24. April 1937 in Lima, Ohio; † 30. Juni 2001 in San Francisco, Kalifornien) war ein US-amerikanischer Jazzmusiker (Tenorsaxophonist).

## Leben und Wirken
Joe Henderson wuchs als eines von fünfzehn Kindern in ärmlichen Verhältnissen auf. Der erste Kontakt zur Musik fand sich nach seinen eigenen Worten in den „Jazz at the Philharmonic“-Platten eines seiner Brüder. Nachdem ihm gelungen war, den Vater zum Kauf eines Saxophons zu überreden, gab die Musik Lester Youngs die ersten Stücke zur Übung; weitere frühe Vorbilder waren Charlie Parker, Dexter Gordon und Stan Getz.
In der Highschool schrieb Henderson erste Stücke für die Schulband, studierte dann Musik am Kentucky State College und der Wayne University in Detroit; erste Aufnahmen entstanden im Probenraum von Joe Brazil. Er leistete dann von 1960 bis 1962 seinen Militärdienst ab, wo er Mitglied einer Army-Band in Fort Benning (Georgia) war. Bei einer Talentshow der Army gewann er mit einer Vier-Mann-Band den ersten Platz und tourte weltweit mit einer Band zur Truppenunterhaltung. Dabei kam es in Paris zu einer Session mit Kenny Clarke und Kenny Drew.
Nach seiner Entlassung aus der Army im Spätsommer 1962 ging er nach New York, wo er den Trompeter Kenny Dorham kennenlernte und mit ihm und Jack McDuff zusammenarbeitete. 1963 nahm ihn das Label Blue Note unter Vertrag und im April entstanden die Aufnahmen zu Kenny Dorhams Album Una Mas. Blue Note veröffentlichte aber zuerst das im Juni aufgenommene Album Page One, das das erste Album Hendersons unter eigenem Namen war. Es wurde zu den erfolgreichsten des Labels und gehört zu den klassischen Alben der Hardbop-Ära. Insgesamt nahm das Dorham/Henderson-Quintett fünf Alben auf, mit einer Rhythmusgruppe aus McCoy Tyner
bzw. Herbie Hancock am Klavier, dem Bassisten Butch Warren und Pete LaRoca bzw. Tony Williams am Schlagzeug.
In den folgenden Jahren wirkte er als Sideman bei zahlreichen Alben, u. a. von Horace Silver, in dessen Quintett er Junior Cook ersetzte (Song for My Father, 1963), Grant Green (Idle Moments, 1963), auf Lee Morgans Soul-Jazz-Klassiker The Sidewinder und Andrew Hills legendärem Point of Departure (beide 1964) sowie bei Blue Mitchell, Woody Shaw und anderen mit; in dieser Zeit brachte er auch eigene Veröffentlichungen heraus. Henderson spielte nun an der Seite von Herbie Hancock, Andrew Hill und kurzzeitig auch mit Miles Davis und der Gruppe Blood, Sweat & Tears. 1967 wirkte er an McCoy Tyners Schlüsselwerk The Real McCoy mit. 1968 holte ihn Erich Kleinschuster zu einer ORF-Produktion nach Wien (ORF / 1968–70). 
Ab Ende der 1960er Jahre erschienen auf Orrin Keepnews Label Milestone Platten von Henderson, auf denen er der von Miles Davis initiierten „Fusionierung“ des Jazz mit Elementen des Rock folgt und mit Herbie Hancock, Ron Carter, Jack DeJohnette und Airto Moreira auch teilweise mit denselben Musikern agierte. Henderson erweiterte das Instrumentarium um einen oder mehrere Perkussionisten und ein Fender-Rhodes-Piano, dann auch Synthesizer, und er experimentierte für kurze Zeit mit seinem eigenen Sound, verfremdete sein Tenorsaxophon mit Effektgeräten und spielte daneben verschiedene Flöten und Sopransaxophon. Titel wie Power to the People (1969) und Black Is the Color (1972) widerspiegeln zudem seine Identifikation mit der afroamerikanischen Emanzipationsbewegung jener Zeit. Von der Jazzkritik wurden diese Alben jedoch zwiespältig aufgenommen. 1979/1980 arbeitete er u. a. mit Chick Corea und Ron Carter (Mirror, Mirror) zusammen; 1985 trat er mit Carter und Al Foster im Trio auf, veröffentlicht als The State of the Tenor – Live at the Village Vanguard. 1987 folgte ein Gastspiel auf dem Jazzfestival von Genua, bei dem er von Charlie Haden und Al Foster begleitet wurde.
Nach einer längeren Zeit ohne Veröffentlichungen unter eigenem Namen, in der er u. a. mit der Paris Reunion Band, McCoy Tyner, Herbie Hancock und auch mit eigener Band tourte und an Aufnahmen zu Wynton Marsalis’ Album Thick in the South beteiligt war, schloss Henderson einen Plattenvertrag mit dem Verve-Label ab und legte im Laufe der 1990er Jahre drei Konzeptalben vor, die Billy Strayhorn, dem Komponisten Duke Ellingtons (Lush Life, 1992), Miles Davis (So Near, So Far, 1993) und Tom Jobim (Double Rainbow, 1995) gewidmet waren. Das Tribut-Album für Jobim bestand aus zwei Suiten, die eine mit einer brasilianischen Band um den Gitarristen Oscar Castro-Neves, die andere von einem US-amerikanischen Quartett mit Herbie Hancock, Christian McBride und Jack DeJohnette eingespielt.
Zwischen 1992 und 1996 entstand außerdem eine Bigband-Produktion unter der Leitung von Arrangeur und Produzent Bob Belden (Big Band, 1996). 1997 folgte eine Interpretation von George Gershwins Porgy and Bess, bei der unter anderen Tommy Flanagan, Dave Holland (Bass) und Jack DeJohnette mitspielten und Chaka Khan Summertime und Sting It Ain’t Necessarily So sangen.
Joe Henderson, der sich stets als einen Lernenden und Suchenden sah, erlitt Anfang 1998 einen schweren Schlaganfall und musste seine musikalische Karriere beenden. Am 30. Juni 2001 verstarb er in San Francisco an Herzversagen.
Benny Golson würdigte den Kollegen: „Joe had one foot in the present, the other in the future, and he was just a step away from immortality.“

## Diskographische Hinweise
- Page One (Blue Note, 1963, mit Kenny Dorham, McCoy Tyner, Butch Warren und Pete LaRoca)
- Our Thing (Blue Note, 1963, mit Kenny Dorham, Andrew Hill, Eddie Khan und Pete LaRoca)
- In ’n Out (Blue Note, 1964, mit Kenny Dorham, McCoy Tyner, Richard Davis und Elvin Jones)
- Inner Urge (Blue Note, 1964, mit McCoy Tyner, Bob Cranshaw und Elvin Jones)
- Mode for Joe (Blue Note, 1966, mit Lee Morgan, Curtis Fuller, Bobby Hutcherson, Cedar Walton, Ron Carter, Louis Hayes, Joe Chambers)
- The Kicker (Milestone, 1967, mit Grachan Moncur III, Kenny Barron, Ron Carter, Louis Hayes)
- Tetragon (Milestone, 1968, mit Don Friedman, Kenny Barron, Ron Carter, Jack DeJohnette und Louis Hayes)
- Four (Verve, 1994, Aufnahmen von 1968 mit dem Wynton Kelly Trio)
- Straight, No Chaser (Verve, 1996, 1968 mit dem Wynton Kelly Trio)
- Power to the People (Milestone, 1969, mit Herbie Hancock, Ron Carter, Jack DeJohnette und Mike Lawrence)
- Joe Henderson in Japan (Milestone, 1971, mit Hideo Ichikawa, Kunimitsu Inaba, Motohiko Hino)
- Multiple (Fantasy, 1973, mit Larry Willis, Dave Holland, Jack DeJohnette, Arthur Jenkins)
- The Elements (Milestone, 1974, mit Alice Coltrane, Michael White, Charlie Haden, Kenneth Nash, Baba Duru Oshun)
- Barcelona (Enja, 1992, Aufnahmen von 1977 und 1978 mit Wayne Darling)
- Relaxin’ at Camarillo (Contemporary, 1979, mit Chick Corea, Tony Dumas, Peter Erskine)
- The State of the Tenor – Live at the Village Vanguard (Blue Note, 1985, mit Ron Carter, Al Foster)
- An Evening with Joe Henderson (Red, 1987, mit Charlie Haden, Al Foster)
- The Standard Joe (Red, 1991, mit Rufus Reid, Al Foster)
- Lush Life: The Music of Billy Strayhorn (Verve, 1991, mit Wynton Marsalis, Christian McBride u. a., DE: Gold (German Jazz Award))[3]
- So Near, So Far (Musings for Miles) (Verve, 1992, mit John Scofield, Dave Holland, Al Foster, DE: Gold (German Jazz Award))
- Double Rainbow: The Music of Antonio Carlos Jobim (Verve, 1995, mit Herbie Hancock, Eliane Elias, Oscar Castro-Neves, Jack DeJohnette u. a., DE: Gold (German Jazz Award))
- Big Band (Verve, 1996, mit u. a. Lew Soloff, Freddie Hubbard, Idrees Sulieman, Jon Faddis, Marcus Belgrave, Robin Eubanks, Nicholas Payton, Jimmy Knepper, Conrad Herwig, Joe Temperley, Dick Oatts, Gary Smulyan, Hélio Alves, Chick Corea, Bob Belden (Leitung))
- Porgy and Bess (Verve, 1997, mit Conrad Herwig, Stefon Harris, Tommy Flanagan, John Scofield, Dave Holland, Jack DeJohnette und Chaka Khan, Sting)
- McCoy Tyner & Joe Henderson: Forces to Nature: Live at Slugs’ (1966/2024)

## Boxsets und Zusammenstellungen
- The Blue Note Years (4 CDs, Blue Note – 1963–1990)
- The Milestone Years (8 CDs, Fantasy/Milestone – 1967–1976)
- The Best of Blue Note Years (Blue Note – 1963–1985)
- Ballads & Blues (Blue Note – 1963–1985)
- The Complete Joe Henderson Blue Note Studio Sessions (5 CDs, Mosaic Records, ed. 2021)